# Gare d'Achy
La gare d'Achy est une gare ferroviaire française (fermée) de la ligne d'Épinay - Villetaneuse au Tréport - Mers, située sur la commune d'Achy, dans le département de l'Oise en région Hauts-de-France.
L'arrêt d'Achy est fermé en 2007 par la Société nationale des chemins de fer français (SNCF).

## Situation ferroviaire
Établie à 102 mètres d'altitude, la gare fermée d'Achy est située au point kilométrique (PK) 97,498 de la ligne d'Épinay - Villetaneuse au Tréport - Mers, entre les gares de Saint-Omer-en-Chaussée et de Marseille-en-Beauvaisis.

## Histoire
En 1877, le Conseil général du département de l'Oise adopte un vœu pour l'établissement d'une halte sur la commune d'Achy. Cette commune et d'autres intéressées ont déjà réuni 3 000 fr pour subventionner la Compagnie « qui aurait à exécuter les travaux nécessaires » et des agriculteurs se sont engagés à fournir le sable et faire « les charrois de matériaux nécessaires ». Il est précisé qu'elle doit être établie au passage à niveau du chemin de fer de Saint-Omer à Abancourt et du chemin de Haute-Épine à Songeons.
La recette de la gare en 1881 est de 3 107,42 francs, soit une diminution de 19,90 fr par rapport à l'année précédente où elle était de 3 087,52 fr.
En 1897, la chef de halte d'Achy est Mme Delavacquerie.
Depuis le 8 décembre 2007, du fait d'un manque de fréquentation, la gare n'est plus desservie par les trains TER Picardie de la ligne de Beauvais au Tréport - Mers.

## Service des voyageurs
La gare est fermée. La desserte ferroviaire est remplacée par un service de transport à la demande, en Taxi-TER, avec la gare de Saint-Omer-en-Chaussée. Elle comporte toujours un quai de 195 mètres.